# Brice Mackaya
Brice Mackaya (ur. 23 lipca 1968 w Nyandze) – gaboński piłkarz występujący na pozycji napastnika.

## Kariera klubowa
W swojej karierze Mackaya występował między innymi w gabońskim zespole Petrosport FC, a także w węgierskich drużynach Vasas SC oraz Vác FC.

## Kariera reprezentacyjna
W reprezentacji Gabonu Mackaya zadebiutował w 1992 roku. W 1994 roku znalazł się w drużynie na Puchar Narodów Afryki. Zagrał na nim w spotkaniach z Nigerią (0:3) i Egiptem (0:4), a Gabon odpadł z turnieju po fazie grupowej.
W 1996 roku ponownie został powołany do kadry na Puchar Narodów Afryki. Wystąpił na nim w meczach z Liberią (1:2), Zairem (2:0; gol) i Tunezją (1:1, 1:4 w rzutach karnych; gol), a Gabon zakończył turniej na ćwierćfinale.